# Касбинський район
Касбинський район (до 1992 року — Ульяновський; узб. Касби тумани, Kasbi tumani) — район у Кашкадар'їнській області Узбекистану. Розташований у центральній частині області. Утворений 15 жовтня 1970 року. Центр — міське селище Муглан.